# Wereldkampioenschappen synchroonzwemmen 2024 – Solo vrije routine mannen
De vrije routine voor solisten tijdens de wereldkampioenschappen synchroonzwemmen 2024 vond plaats op 6 en 7 februari 2024 in de Aspire Dome in Doha, Qatar.

## Uitslag
| Rang   | Naam                    | Land             | Voorronde | Voorronde | Finale   | Finale |
| Rang   | Naam                    | Land             | Punten    | Rang      | Punten   | Rang   |
| ------ | ----------------------- | ---------------- | --------- | --------- | -------- | ------ |
| Goud   | Giorgio Minisini        | Italië           | 174,1583  | 3         | 210,1355 | 1      |
| Zilver | Dennis González         | Spanje           | 191,3562  | 2         | 196,2750 | 2      |
| Brons  | Gustavo Sánchez         | Colombia         | 140,6583  | 6         | 192,0812 | 3      |
| 4      | Yang Shuncheng          | China            | 213,9999  | 1         | 176,3647 | 4      |
| 5      | Kenneth Gaudet          | Verenigde Staten | 159,7918  | 4         | 166,6250 | 5      |
| 6      | Kantinan Adisaisiributr | Thailand         | 152,8916  | 5         | 150,2583 | 6      |
| 7      | Joel Benavides          | Mexico           | 140,6459  | 7         | 134,2562 | 7      |
| 8      | Renaud Barral           | België           | 118,8895  | 8         | 117,4333 | 8      |
| 9      | Andy Ávila              | Cuba             | 95,0625   | 9         | 111,9460 | 9      |